# Ussaramanna
Ussaramanna (en sardo: Ussaramànna) es un municipio de Italia de 611 habitantes en la provincia de Cerdeña del Sur, región de Cerdeña.

## Evolución demográfica
| Gráfica de evolución demográfica de Ussaramanna entre 1861 y 2001 |
|                                                                   |
| Fuente ISTAT - Elaboración gráfica de Wikipedia                   |